# Zubek-Kliff
Das Zubek-Kliff (polnisch Filar Zubka) ist ein blankes und 300 m hohes Felsenkliff auf King George Island im Archipel der Südlichen Shetlandinseln. Am Ufer des Mackellar Inlet ragt es inmitten des Domeyko-Gletschers im südlichen Teil des Three Musketeers Hill auf.
Polnische Wissenschaftler benannten es 1980 nach dem Meteorologen Krzysztof Zubek, einem Teilnehmer an zwei polnischen Antarktisexpeditionen (1976 bis 1977 und 1977 bis 1978).